# Gibson ES-175
Die Gibson ES-175 ist ein von 1949 bis 2019 produziertes E-Gitarren-Modell des US-amerikanischen Musikinstrumenten-Herstellers Gibson mit hohlem Korpus („Vollresonanzgitarre“, englisch: Hollowbody) und gewölbter Decke (Archtop). Neben der Gibson L-5 ist sie eine der bekanntesten Jazzgitarren der Musikgeschichte.

## Geschichte und Konstruktion
Die ES-175 gelangte erstmals 1949 mit einer Anfangsstückzahl von 129 Instrumenten in den Verkauf – als erste größere Neuentwicklung nach dem seit den 1930er-Jahren angebotenen ersten E-Gitarren-Modell Gibsons, der ES-150. Das Modell ES-175 stellte gleichzeitig eine Mittelpreis-Alternative zu der hauseigenen und wesentlich teureren Gibson L5 dar und konnte so einige Popularität erlangen. Im Gegensatz zur vollmassiven L-5 besitzt die ES-175 eine laminierte (Sperrholz-)Decke.
Die ES-175 war eines der ersten Gitarrenmodelle Gibsons mit Korpusausschnitt am Halsfuß des Instruments (Cutaway), um das Spielen in höheren Tonlagen zu erleichtern. Gleichzeitig war sie das erste Modell des Herstellers mit spitz zulaufendem „florentinischen“ Cutaway, der für spätere Gibson-E-Gitarren wie die Les Paul stilprägend werden sollte.
Die Erstauflage der ES-175 war noch wie das Modell Gibson ES-150 mit einem einzelnen „Charlie Christian-Tonabnehmer“ in Halsposition ausgestattet, der bereits wenig später bei diesem Modell durch einen Tonabnehmer des Typs P-90 ersetzt wurde. Ab 1953 wurde die Gitarre mit zwei P-90-Tonabnehmern angeboten (je ein Single Coil-Tonabnehmer in Hals und Brückenposition). Diese Tonabnehmer prägten den Jazz-Sound der 1950er-Jahre; die Modellbezeichnung für das Instrument wechselte in ES-175D („D“ für „Double Pickup“). Im Jahr 1957 war die ES-175 das erste Modell von Gibson, das anstatt mit Einzelspulen-Tonabnehmern mit den vom Gibson-Angestellten Seth Lover neuentwickelten Doppelspulern (Humbucker) ausgestattet wurde.
Die ES-175 wird wegen ihres reichen Klangs und vergleichsweise moderaten Preises besonders von Musikern aus dem Bereich Jazz sehr geschätzt, darunter die Gitarristen Herb Ellis, Pat Metheny und Joe Pass. Das Modell wird jedoch auch von einigen Rockmusikern wie zum Beispiel vom Gitarristen der Band Yes, Steve Howe
oder Ex-Guns N’ Roses Gitarrist Izzy Stradlin eingesetzt.
Gibson stellte die Produktion 2019 ein.